# Antje Frank
Antje Frank   (Süderholz, 5 de juny de 1968) és una ex-remadora alemanya que va competir sota bandera de la República Democràtica Alemanya fins a la reunificació alemanya.
El 1992 va prendre part en els Jocs Olímpics de Barcelona, on guanyà la medalla de bronze en la competició del quatre sense timoner del programa de rem formant equip amb Annette Hohn, Gabriele Mehl i Birte Siech. En el seu palmarès també destaca una medalla de bronze al Campionat del món de rem.